# (1879) Broederstroom
(1879) Broederstroom es el asteroide número 1879 situado en el cinturón principal. Fue descubierto por el astrónomo Hendrik van Gent desde la estación meridional de Leiden en Johannesburgo, República Sudaficana, el 16 de octubre de 1935. Su designación alternativa es 1935 UN. Está nombrado por la localidad sudafricana de Broederstroom.